# Duinknoopjeskorst
Duinknoopjeskorst (Bacidia bagliettoana) is een korstmossoort uit de familie Ramalinaceae. Hij komt voor op steen en op de grond. Hij leeft in symbiose een chlorococcoïde alg.

## Determinatie

### Uiterlijke kenmerken
Het thallus heeft een diameter van 4 mm. Het bovenoppervlak is vlak of onregelmatig convex, lichtgrijs tot donkerbruin, vaak groen getint, al dan niet behaard, dof, meestal met vage, blekere vlekken. De bovenste cortex (schorslaag) heeft een dikte van 60–90 μm. De apotheciën zijn onregelmatig van vorm en 1,5 mm diameter.

### Microscopische kenmerken
De ascus is achtsporig. De ascosporen zijn (1–)3-septaat, smal ellipsvormig tot cilindrisch-ellipsvormig met afgeronde uiteinden, dunwandig, glad, zonder epispore en meten 12–23 × 3–6 μm. Het hymenium is 70-80 μm hoog en doorzichtig tot lichtbruin van kleur. Het hypothecium is donker roodbruin. De parafysen zijn recht, enkelvoudig of spaarzaam vertakt.

## Verspreiding
In Nederland is duinknoopjeskorst zeer zeldzaam en staat op de Nederlandse Rode Lijst in de categorie 'kwetsbaar'. Het zwaartepunt van de Nederlandse verspreiding ligt in de kustduinen.